# The Monster (film, 2016)
Pour les articles homonymes, voir Monster.
Pour plus de détails, voir Fiche technique et Distribution.
The Monster est un film d'horreur américain écrit et réalisé par Bryan Bertino, sorti en 2016.

## Synopsis
En pleine nuit, une mère divorcée, accompagnée de sa fille, roule dans des petites routes de campagne pour rendre visite à son ex-mari. Après avoir heurté un animal, elles tentent de sortir de la forêt dans laquelle elles sont perdues. Mais elles sont les proies d'une créature surnaturelle...
La mère et la fille passent leur temps à se disputer. La mère amène sa fille chez son père pour la laisser définitivement chez lui. Mais au cours du voyage elles se rendent compte qu'elles s'aiment jusqu'à l'abnégation et font preuve d'un courage extraordinaire pour s'entraider.

## Fiche technique
- Titre original et français : The Monster
- Réalisation et scénario : Bryan Bertino
- Photographie : Julie Kirkwood
- Montage : Maria Gonzales
- Musique : Tomandandy
- Production : Bryan Bertino, Adrienne Biddle et Aaron L. Ginsberg
- Sociétés de production : Atlas Independent et Unbroken Pictures
- Sociétés de distribution : A24 Films
- Pays d'origine : USA
- Langue originale : Anglais
- Genres : horreur
- Durée : 91 minutes
- Dates de sortie :
  -  États-Unis : 11 novembre 2016
  -  France : 7 novembre 2017 (DVD)

## Distribution
- Zoe Kazan : Kathy
- Ella Ballentine : Lizzy
- Aaron Douglas : Jesse
- Scott Speedman : Roy
- Christine Ebadi : Leslie
- Chris Webb : le monstre